# عبد الرحمن سبتي
عبد الرحمن سبتي (مواليد 9 يناير 1916) هو مبارز بالسيف مغربي، مثّل بلاده في الألعاب الأولمبية الصيفية 1960.

## روابط خارجية
عبد الرحمن سبتي على موقع أوليمبيديا (الإنجليزية)